# Petrel-azul
Pardela-azul ou petrel-azul (nome científico: Halobaena caerulea) é uma espécie de ave marinha da família Procellariidae, a única do gênero Halobaena.

## Descrição
O Petrel-azul mede 26 a 32 cm, tendo uma envergadura entre 58 e 70 cm e pesando entre 170 e 230 g. A parte superior é cinza-azulada, a cabeça preta e a ponta da cauda branca. Parte inferior do corpo é brancas.

## Alimentação
A espécie alimenta-se principalmente de krill, além de outros crustáceos, peixes e lulas.